# Ettore Padovani
Ettore Padovani (8 marzo 1909 – ...) è stato un maratoneta italiano.

## Campionati nazionali
1937
- Bronzo ai campionati italiani assoluti, 10000 m piani - 33'08"8

1938
- Argento ai campionati italiani assoluti, 10000 m piani - 32'46"3

1941
- Oro ai campionati italiani di corsa campestre - 39'43"4

1942
- Argento ai campionati italiani di maratona - 2h51'28"0
- Oro ai campionati italiani assoluti, maratonina (25 km su pista) - 1h23'21"8

1943
- Argento ai campionati italiani assoluti, maratonina (25 km su pista) - 1h25'41"2

1945
- Oro ai campionati italiani di maratona - 2h48'15"6[1]
- Argento ai campionati italiani assoluti, maratonina (25 km su pista) - 1h37'30"2

## Altre competizioni internazionali
1946
- Oro alla Maratona di Roma ( Roma) - 2h32'06"